# Río Palomillas
Río Palomillas este o arie protejată (arie specială de conservare — SAC, sit de importanță comunitară — SCI) din Spania întinsă pe o suprafață de 463,42 ha, integral pe uscat.

## Localizare
Centrul sitului Río Palomillas este situat la coordonatele 38°40′35″N 6°06′10″W / 38.676389°N 6.102778°V.

## Înființare
Situl Río Palomillas a fost declarat sit de importanță comunitară în decembrie 2000 pentru a proteja 17 specii de animale. Situl a fost protejat și ca arie specială de conservare în mai 2015.

## Biodiversitate
Situată în ecoregiunea mediteraneană, aria protejată conține 5 habitate naturale: Galerii și tufărișuri riverane sudice (Nerio-Tamaricetea și Securinegion tinctoriae), Dehesas cu Quercus spp. perene, Pseudostepă cu ierburi și specii anuale de Thero-Brachypodietea, Pajiști umede mediteraneene cu ierburi înalte de Molinio-Holoschoenion, Tufărișuri termo-mediteraneene și de pre-deșert.
La baza desemnării sitului se află mai multe specii protejate:
- păsări (8): pescăruș albastru (Alcedo atthis), stârc cenușiu (Ardea cinerea), barză albă (Ciconia ciconia), egretă mică (Egretta garzetta), becațină comună (Gallinago gallinago), prigoare (Merops apiaster), pitulice de munte (Phylloscopus collybita), fluierarul de zăvoi (Tringa ochropus)
- amfibieni (1): Discoglossus galganoi
- mamifere (1): vidră de râu (Lutra lutra)
- pești (5): Anaecypris hispanica, Cobitis paludica, Pseudochondrostoma willkommii, Rutilus alburnoides, Rutilus lemmingii
- reptile (2): țestoasa de baltă (Emys orbicularis), Mauremys leprosa

Pe lângă speciile protejate, pe teritoriul sitului au mai fost identificate 1 specie de păsări, 3 specii de amfibieni, 6 specii de pești, 4 specii de reptile.